# José Francisco Sanfilippo
José Francisco Sanfilippo (Buenos Aires, 4 de maig de 1935) és un ex futbolista argentí dels anys 50 i 60.

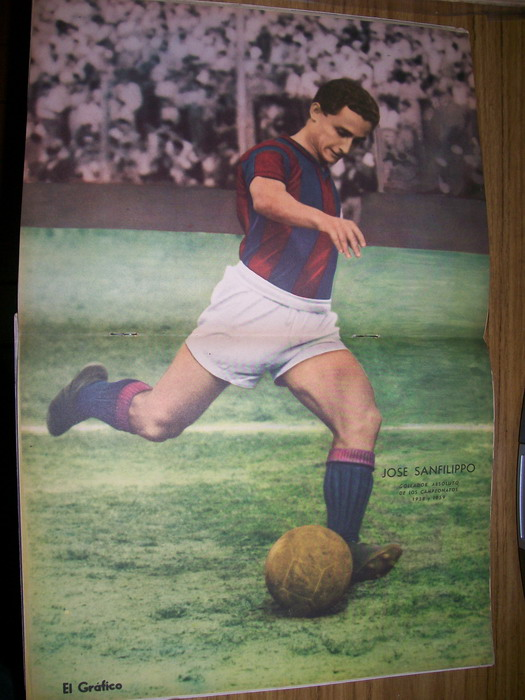
José Francisco Sanfilippo

El seu principal club fou San Lorenzo on jugà durant quasi una dècada. Amb aquest club fou màxim golejador del campionat argentí durant quatre anys consecutius entre 1958 i 1961, rècord que encara es manté vigent (a data de 2011).
Més tard defensà els colors de Boca Juniors i Banfield a l'Argentina, Nacional a l'Uruguai i Bangu i SC Bahia al Brasil. El 1972 retornà a San Lorenzo on esdevingué campió del campionat Metropolità i del Nacional. En finalitzar el campionat es retirà, tot i que el 1978 tornà a jugar al modest San Miguel de la quarta divisió.
Sanfillipo marcà 226 gols en 330 partits a la primera divisió argentina, essent el cinquè màxim golejador històric de la competició (a data de 2011).
Fou 29 cops internacional amb la selecció de l'Argentina i participà en els Mundials de 1958 i 1962.

## Palmarès
- Campionat argentí de futbol: 
  - 1959, Metropolitano 1972, Nacional 1972
- Campionat baiano: 
  - 1970, 1971
- Copa Amèrica de futbol: 
  - 1957
- Màxim golejador del campionat argentí de futbol:
  - 1958, 1959, 1960, 1961